# بنیگزن
بنیگزن (به آلمانی: Bennigsen) یک منطقهٔ مسکونی در آلمان است که در اشپرینگه واقع شده‌است. بنیگزن ۴٬۰۶۹ نفر جمعیت دارد.